# Pierre Goy
 (janvier 2023).
Pierre Goy, né en 1961,, est un pianiste suisse.

## Biographie
Originaire de Clarens, Pierre Goy est un pianiste lausannois également connu pour son activité d'enseignant au Conservatoire de Lausanne. C'est dans ce même Conservatoire qu'il apprend le piano, dans la classe de Fausto Zadra, où il obtient un diplôme en 1982. Il continue ses études avec le même professeur et Édith Murano à l'École internationale de Pully, et obtient sa virtuosité en 1985, avant de se perfectionner aux côtés d'Esther Yellin à Zurich et de Vlado Perlemuter à Paris. Il suit également les séminaires de Paul Badura-Skoda et de Jesper Christensen pour le rubato. Pierre Goy est avant tout passionné par les instruments anciens et les possibilités d'expression infinies qu'ils permettent.
Il est sélectionné à deux reprises pour le Concours suisse de musique pour la jeunesse de Zurich : il reçoit ainsi le premier prix des sélections romandes pour la catégorie 14-16 ans en 1976, et pour la catégorie 17-19 ans en 1979. Il faudra toutefois attendre 1983 pour qu'il donne son premier récital public, à Montreux, à la Maison Visinand. Il se produit depuis régulièrement en Europe ou aux États-Unis. Il accompagne régulièrement des formations de musique de chambre comme Il Giardino Armonico, le Quatuor mosaïques ou l'Ensemble baroque de Limoges. Il forme, avec la pianiste Nicole Hostettler un duo renommé jouant à deux pianos-forte, au clavecin et au piano-forte, ou encore à deux clavicordes, qui a enregistré l’œuvre pour clavier de Johann Gottfried Müthel (triple CD, Cantando) et, en 2010, un disque Armand-Louis Couperin & les claviers expressifs de Pascal Taskin. 
Pierre Goy compte également quelques enregistrements en soliste : il a ainsi enregistré la première des Années de pèlerinage, de Liszt, évoquant la Suisse, sur un piano Richard Lipp de 1870 et Chopin à Vienne, tous deux en 2006, puis les Claviers mozartiens, sur des instruments d'époque, en 2007. Sa passion pour les instruments anciens pousse Pierre Goy à partir autour du monde à la recherche de toute sorte de claviers des XVIIIe et XIXe siècles. C'est lors d'un séjour à Anvers que ce pianiste romand a l'idée de réunir des facteurs d'instruments, des musiciens, des musicologues et des conservateurs de musée autour d'instruments anciens, fondant ainsi, en 2002, les Rencontres internationales harmoniques, fruit de la collaboration entre le Conservatoire et le Musée historique de Lausanne. Celles-ci ont lieu tous les deux ans, et, outre la présentation des instruments, prévoient des concerts, des master class et des conférences. 
Pierre Goy enseigne également le piano, tout d'abord au Conservatoire de Vevey, puis, depuis le début des années 1990, au Conservatoire de Lausanne, où il peut également partager sa passion en organisant divers séminaires sur les instruments anciens, ainsi qu'à la Haute école de musique de Genève, où il enseigne le clavicorde et le pianoforte au département de musique ancienne.

## Sources
- « Pierre Goy », sur la base de données des personnalités vaudoises sur la plateforme « Patrinum » de la Bibliothèque cantonale et universitaire de Lausanne.
- "Jeunes musiciens choisis pour Zürich", 24 Heures, 1976/05/01
- "Concours suisse de musique pour la jeunesse: éliminatoires romandes à Pully", Le Matin, 1979/03/15
- "Les promotions à Lausanne et dans le canton", 24 Heures, 1982/07/10
- Zacheo, Rocco, "Pierre Goy, les doigts sur le passé", Le Temps, 2006/03/31
- Pierre Goy, pianoforte, Chopin à Vienne, [s.l.], Lyrinx, 2006, Code BCUL: DCR 8749
- Pierre Goy, claviers, Claviers mozartiens, [s.l.], Lyrinx, 2007, Code BCUL: DCR 9049.